# 5 000 meter för damer i friidrott vid olympiska sommarspelen 2024

Officiell video på loppet.

Damernas 5 000 meter vid olympiska sommarspelen 2024 avgjordes mellan den 2 och 5 augusti 2024 på Stade de France i Paris, Frankrike. 41 idrottare från 23 nationer deltog i tävlingen. Det var 8:e gången grenen fanns med i ett OS och den har funnits med i varje OS sedan 1996.
| Spel                 | Guld                  | Silver               | Brons                      |
| Damernas 5 000 meter | Beatrice Chebet Kenya | Faith Kipyegon Kenya | Sifan Hassan Nederländerna |

## Sammanfattning
Vid förra olympiska spelen var Sifan Hassan i princip oslagbar i slutet av loppet. Hon återvände för att försvara sitt OS-guld men hennes resultat hade varit mer varierande sedan dess. Gudaf Tsegay, återvändande OS-bronsmedaljör, vann VM 2022 efter att okarakteristiskt ha slagit ut Beatrice Chebet. 2023 började världsrekordhållaren i 1 500 Faith Kipyegon även tävla i 5 000 och slog Hassan och Chebet medan Tsegay satsade på att vinna 10 000 m. Till OS valde inte Etiopien säsongens världsledare Tsigie Gebreselama, utan valde Ejgayehu Taye, bronsmedaljör på 10 000 i 2023, som slutade 0,16 bakom henne i Prefontaine Classic 2024, säsongens överlägset snabbaste lopp.
Efter startskottet i finalen placerade sig Kipyegon längst fram i hopp om att kunna kontrollera loppets tempo. Med sin överlägsna avslutningsspurt ville hon inte ha ett snabbt lopp utan spara sina krafter till sluttampen. Karoline Bjerkeli Grøvdal ville göra loppet snabbare och tog sig fram till ledningen, Nadia Battocletti och Chebet placerade sig bakom henne. Ungefär halvvägs tog sig Taye till fronten, och Tsegay anslöt sig till henne för att försöka köra med lagtaktik. Efter två snabbare varv tog sig Kipyegon tillbaka till ledningen. Med knappt tre varv kvar tog sig Tsegay fram till Kipyegon. Det såg ut som att Tsegay tryckte ut Kipyegon när hon försökte passera henne och de två utbytte armbågar. I takt med att tempot ökade flyttade sig Hassan från den bakre delen av fältet till den bakre delen av den ledande gruppen. När klockan för sista varvet ringde tog alla tre kenyanerna, Kipyegon tätt följd av Chebet och Margaret Kipkemboi, täten och försökte springa ifrån de andra. Hassan lämnade den jagande gruppen och försökte komma ikapp kenyanerna. Hon lyckades komma ikapp och ta sig förbi Kipkemboi men kunde inte nå Chebet och Kipyegon som nu spurtade med full kraft. Kipyegons höga hastighet knäckte inte Chebet, som istället väntade till upploppet för att höja tempot ännu ett steg och spurta ifrån Kipyegon för guldet.
Kipyegon diskvalificerades efter loppet på grund av den tidigare incidenten med Tsegay. Det innebar att Battocletti som med ett sista varv på 59,5 sekunder hade slutat på fjärde plats avancerade till bronset bakom Hassan. Men efter en protest från det kenyanska laget återinsattes Kipyegon som silvermedaljör och de ursprungliga resultaten återställdes.

## Kvalificering till OS-grenen
Kvalificeringsperioden för damernas 5 000 meter i friidrott var mellan 1 juli 2023 och 30 juni 2024. Antal kvotplatser som angavs som tillgängliga för grenen var 42. Idrottarna kunde kvalificera sig till tävlingen, med högst tre idrottare per nation, genom att springa kvalificeringsstandarden 14:52,00 eller snabbare eller genom sin världsranking i friidrott för denna gren. 41 idrottare deltog i tävlingen.

## Schema
Alla tider är CET.
| Datum          | Tid   | Omgång |
| -------------- | ----- | ------ |
| 2 augusti 2024 | 18:10 | Kval   |
| 5 augusti 2024 | 21:15 | Final  |

Källa: 

## Rekord
Innan tävlingens start fanns följande rekord:
| Rekord           | Idrottare              | Tid (s)  | Plats                     | Datum             |
| ---------------- | ---------------------- | -------- | ------------------------- | ----------------- |
| Världsrekord     | Gudaf Tsegay (ETH)     | 14:00,21 | Eugene, USA               | 17 september 2023 |
| Olympiskt rekord | Vivian Cheruiyot (KEN) | 14:26,72 | Rio de Janeiro, Brasilien | 19 augusti 2016   |

| Område                                   | Tid (s)       | Idrottare       | Nation        |
| ---------------------------------------- | ------------- | --------------- | ------------- |
| Afrika                                   | 14:00,04 0VR0 | Gudaf Tsegay    | Etiopien      |
| Asien                                    | 14:28,09      | Bo Jiang        | Kina          |
| Europa                                   | 14:13,42      | Sifan Hassan    | Nederländerna |
| Nordamerika, Centralamerika och Karibien | 14:19,45      | Alicia Monson   | USA           |
| Oceanien                                 | 14:39,89      | Kimberley Smith | Australien    |
| Sydamerika                               | 14:36,59      | Joselyn Brea    | Venezuela     |

## Resultat
Noteringarnas förklaring finns längst ner.

### Kval
De åtta första i varje heat 0Q0 gick vidare till final.

#### Kvalheat 1
| Placering | Idrottare          | Nation        | Tid             | Noteringar |
| --------- | ------------------ | ------------- | --------------- | ---------- |
| 1         | Faith Kipyegon     | Kenya         | 14:57,56        | 0Q0        |
| 2         | Sifan Hassan       | Nederländerna | 14:57,65 (,641) | 0Q0        |
| 3         | Nadia Battocletti  | Italien       | 14:57,65 (,647) | 0Q0        |
| 4         | Margaret Kipkemboi | Kenya         | 14:57,70        | 0Q0        |
| 5         | Gudaf Tsegay       | Etiopien      | 14:57,84        | 0Q0        |
| 6         | Ejgayehu Taye      | Etiopien      | 14:57,97        | 0Q0        |
| 7         | Elise Cranny       | USA           | 14:58,55        | 0Q0        |
| 8         | Karissa Schweizer  | USA           | 14:59,64        | 0Q0        |
| 9         | Nozomi Tanaka      | Japan         | 15:00,62        |            |
| 10        | Marta García       | Spanien       | 15:08,87        |            |
| 11        | Mariana Machado    | Portugal      | 15:23,26        |            |
| 12        | Belinda Chemutai   | Uganda        | 15:23,90        |            |
| 13        | Lauren Ryan        | Australien    | 15:29.35        |            |
| 14        | Hanna Klein        | Tyskland      | 15:31,85        |            |
| 15        | Lisa Rooms         | Belgien       | 15:37,55        |            |
| 16        | Agate Caune        | Lettland      | 15:38,19        |            |
| 17        | Yuma Yamamoto      | Japan         | 15:43,67        |            |
| 18        | Alma Delia Cortés  | Mexiko        | 15:45,33        |            |
| 19        | Briana Scott       | Kanada        | 15:47,30        |            |
| 20        | Ankita Dhyani      | Indien        | 16:19,38        |            |
| –         | Joy Cheptoyek      | Uganda        |                 | 0DNS0      |

#### Kvalheat 2
| Placering | Idrottare                 | Nation        | Tid      | Noteringar |
| --------- | ------------------------- | ------------- | -------- | ---------- |
| 1         | Beatrice Chebet           | Kenya         | 15:00,73 | 0Q0        |
| 2         | Medina Eisa               | Etiopien      | 15:00,82 | 0Q0        |
| 3         | Rose Davies               | Australien    | 15:00,86 | 0Q0        |
| 4         | Karoline Bjerkeli Grøvdal | Norge         | 15:01,14 | 0Q0        |
| 5         | Francine Niyomukunzi      | Burundi       | 15:01,42 | 0Q0        |
| 6         | Whittni Morgan            | USA           | 15:02,14 | 0Q0        |
| 7         | Nathalie Blomqvist        | Finland       | 15:02,75 | 0Q0        |
| 8         | Joselyn Brea              | Venezuela     | 15:02,89 | 0Q0        |
| 9         | Isobel Batt-Doyle         | Australien    | 15:03,64 |            |
| 10        | Maureen Koster            | Nederländerna | 15:03,66 |            |
| 11        | Laura Galván              | Mexiko        | 15:05,20 |            |
| 12        | Klara Lukan               | Slovenien     | 15:09,61 |            |
| 13        | Esther Chebet             | Uganda        | 15:10,46 |            |
| 14        | Parul Chaudhary           | Indien        | 15:10,68 |            |
| 15        | Samiyah Hassan Nour       | Djibouti      | 15:13,63 |            |
| 16        | Federica Del Buono        | Italien       | 15:15,54 |            |
| 17        | Sarah Madeleine           | Frankrike     | 15:18,62 |            |
| 18        | Viktória Wagner-Gyürkés   | Ungern        | 15:48,24 |            |
| 19        | Wakana Kabasawa           | Japan         | 15:50,86 |            |
| 20        | Jodie McCann              | Irland        | 15:55,08 |            |

### Final
| Placering | Idrottare                 | Nation        | Tid      | Notering |
| --------- | ------------------------- | ------------- | -------- | -------- |
| 1         | Beatrice Chebet           | Kenya         | 14:28,56 |          |
| 2         | Faith Kipyegon            | Kenya         | 14:29,60 |          |
| 3         | Sifan Hassan              | Nederländerna | 14:30,61 |          |
| 4         | Nadia Battocletti         | Italien       | 14:31,64 | 0NR0     |
| 5         | Margaret Kipkemboi        | Kenya         | 14:32,23 |          |
| 6         | Ejgayehu Taye             | Etiopien      | 14:32,98 |          |
| 7         | Medina Eisa               | Etiopien      | 14:35,43 |          |
| 8         | Karoline Bjerkeli Grøvdal | Norge         | 14:43,21 |          |
| 9         | Gudaf Tsegay              | Etiopien      | 14:45,21 |          |
| 10        | Karissa Schweizer         | USA           | 14:45,57 |          |
| 11        | Elise Cranny              | USA           | 14:48,06 |          |
| 12        | Rose Davies               | Australien    | 14:49,67 |          |
| 13        | Nathalie Blomqvist        | Finland       | 14:53,10 |          |
| 14        | Whittni Morgan            | USA           | 14:53,57 | 0PB0     |
| 15        | Joselyn Brea              | Venezuela     | 15:17,04 |          |
| 16        | Francine Niyomukunzi      | Burundi       | 15:22,40 |          |
| Källa:    | Källa:                    | Källa:        | Vind:    | Vind:    |